# Den sejrende Adam
Den sejrende Adam (originaltitel The Wife of the Centaur) er en amerikansk stumfilm fra 1924 instrueret af King Vidor.

## Medvirkende
- Eleanor Boardman som Joan Converse
- John Gilbert som Jeffrey Dwyer
- Aileen Pringle som Inez Martin
- Kate Lester som Mrs. Converse.
- William Haines som Edward Converse
- Kate Price som Mattie
- Jacqueline Gadsden som Hope Larrimore
- Bruce Covington som Mr. Larrimore